# Casa de campo (novela)
Casa de campo es una novela del escritor chileno José Donoso que fue publicada en 1978. Desde la perspectiva sociológico-literaria, se la ha considerado como una alegoría política de la dictadura en Chile durante la década de 1970. Por esta obra, Donoso recibió el premio de la Crítica de narrativa castellana en 1979.

Casa de Campo es la obra maestra de Donoso y tal vez, una de las grandes obras de la narrativa actual en lengua castellana. El horizonte cultural de la novela es complejo y por momentos fascinante. Donoso volcó aquí su conocimiento apasionado de la pintura, de la música, de la literatura, de la historia europea e hispanoamericana [...] la voz del autor, el recurso al artificio narrativo, siempre están presentes. Hay un tejido denso, una verdadera selva de significados y de símbolos. En alguna medida, Casa de Campo no evita los recursos clásicos de la novela de aventura.
Prólogo de Jorge Edwards en Casa de campo, de la Editorial Universitaria.[cita requerida]

Donoso comenzó a escribir Casa de campo en Calaceite (España) y demoró ocho años en terminarla. La novela ha tenido ediciones de Alfaguara, Seix Barral, Punto de Lectura y Editorial Universitaria.

## Composición
El libro se compone de dos partes, con siete capítulos cada una. La primera parte se denomina "La partida" y la segunda, "El regreso".

## Estilo (interpretaciones)
El estilo de José Donoso se caracteriza por la complejidad de su narración debido a los múltiples puntos de vista, diferentes tipos de narradores presentes en el relato gracias a los cambios de foco —autor-creador, omnisciente, testigo, protagonista—, donde convergen el autor, el escritor, el narrador, con el metarrelato oculto tras las máscaras en los niveles textual y argumentativo. Así, el límite entre la realidad y la ficción no es fácil de distinguir para el lector, que se transporta a la novela como un personaje ficticio constituido por el narrador y sus personajes, oculto por múltiples disfraces, como una ficción de otra ficción, en lo que Norman Friedman llamaría la «omnisciencia múltiple y selectiva» puesto que el narrador vincula en el propio relato elementos extratextuales; el autor y el lector, como parte del mundo real discursivo mediante la verosimilitud y alusiones irónicas de su propio contexto social, político e histórico de Chile tras la dictadura militar, que intenta ridiculizar el poder totalitario de la época, alegorizando incluso con el poder del narrador omnisciente.[cita requerida]

## Personajes

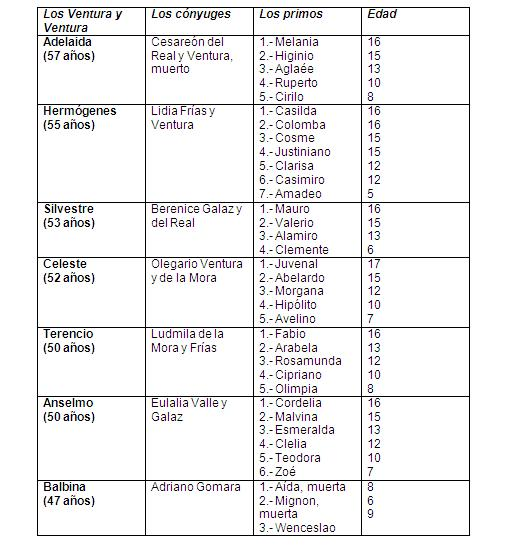
Tabla de personajes de la novela.

Según la perspectiva sociológico-literaria de Luis Íñigo-Madrigal, los personajes de esta novela son símbolos: Los adultos representan políticamente a la oligarquía; los niños, a las capas medias de la sociedad; los nativos, al proletariado; y la servidumbre, a los aparatos represivos del Estado y de las Fuerzas Armadas.
1. Los adultos: son personajes planos, no cambian, tienen mayor coherencia psicológica, sus conductas no sorprenden. Son suplantados por los extranjeros.
2. Los niños: son personajes cambiantes, dinámicos y muy diversos, que poseen el protagonismo narrativo.
3. Los nativos: son acusados, por la familia Ventura, de practicar la antropofagia. Se caracterizan de forma estática, mediante una imagen de bárbaros primitivos.
4. La servidumbre: representa a las Fuerzas Armadas.
5. Los extranjeros: son quienes están interesados en comprar el oro que posee la familia Ventura, su evolución va desde lo comercial a lo político.

### Personajes singulares representativos en la novela
1. Mauro: odia a los extranjeros.
2. Juvenal y Melania: se sienten identificados con la oligarquía.
3. Wenceslao: es el personaje principal, forma parte de los niños de la familia Ventura, y quien libera a su padre loco (Adriano Gomara).
4. Adriano Gomara: médico liberal, que atiende a los nativos de forma gratuita. Representa la figura de Salvador Allende.
5. Francisco de Asís: nativo que vive con Cordelia. Representa la figura encarnada de Víctor Jara.

## Lugares físicos
- La casa de campo es descrita como una casa señorial.
- Marulanda representa el territorio, como una alegoría de América Latina y de Chile.